# GLBT Historical Society
A GLBT Historical Society ou Sociedade Histórica GLBT (seu nome original em inglês por extenso é Gay, Lesbian, Bisexual Transgender Historical Society) mantém um extensivo arquivo de materiais relacionados à história de pessoas de minoria sexual nos Estados Unidos, focando especialmente nas comunidades de San Francisco e do Norte da Califórnia. A sociedade também mantém o The GLBT History Museum, um museu independente que tem atraído atenção a nível internacional.
A Sociedade Histórica GLBT está localizada e faz parte intrínseca da história do renomado sub-bairro gay do Castro de San Francisco. Nomes como The Castro e Harvey Milk, o notório ativista gay (ver artigo sobre o filme MILK, com Sean Penn), com todos os seus significados simbólicos, são reconhecidos em praticamente todas as comunidades de pessoas de minoria sexual do planeta.